# Ценогора
Ценогора — село в Лешуконском районе Архангельской области. Является административным центром Ценогорского сельского поселения (муниципальное образование «Ценогорское») и единственным населённым пунктом в его составе — со статусом села. Также занимает первое место в сельском поселении по численности населения. В переписных книгах 1623 и 1646 годов называется Ченевара, но уже в переписи 1678 года — Ценогора.

## Географическое положение
Село расположено на правом берегу реки Мезень. Ближайший населённый пункт Ценогорского сельского поселения, деревня Белощелье, расположен в 13 км к востоку. Расстояние до административного центра района, села Лешуконское, составляет 46 км.

## Население
| 2002 | 2010 | 2012 |
| ---- | ---- | ---- |
| 549  | ↘385 | ↘375 |

| Население                            | на 1 января 2010 года |
| ------------------------------------ | --------------------- |
| В возрасте до 16 лет                 | 59                    |
| Трудовые ресурсы (из них работающих) | 174 (135)             |
| Пенсионеры                           | 147                   |
| Всего                                | 380                   |
| Прибыло / выбыло (за год)            | 0 / 0                 |
| Родилось / умерло (за год)           | 1 / 8                 |

## Инфраструктура
Жилищный фонд села составляет 19,3 тыс. м², покинутые и пустующие дома — 39 % от общей площади жилищного фонда. Предприятия, организации и объекты социальной сферы, расположенные на территории населённого пункта (со среднесписочной численностью работников) на 1 января 2010 года:
- филиал ОАО «Архоблэнерго» (20);
- отделение связи (3);
- отдел культуры (4);
- ПО «Ценогорское» (15);
- фельдшерско-акушерский пункт (2);
- лесхоз (2);
- МО «Ценогорское» (7);
- МОУ «Ценогорская средняя общеобразовательная школа» (28) и др.